# Lennart Hyland

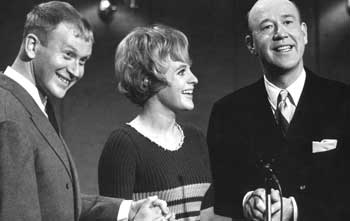
Thore Skogman och Eva Eriksson tillsammans med Hyland i Hylands hörna 1966.

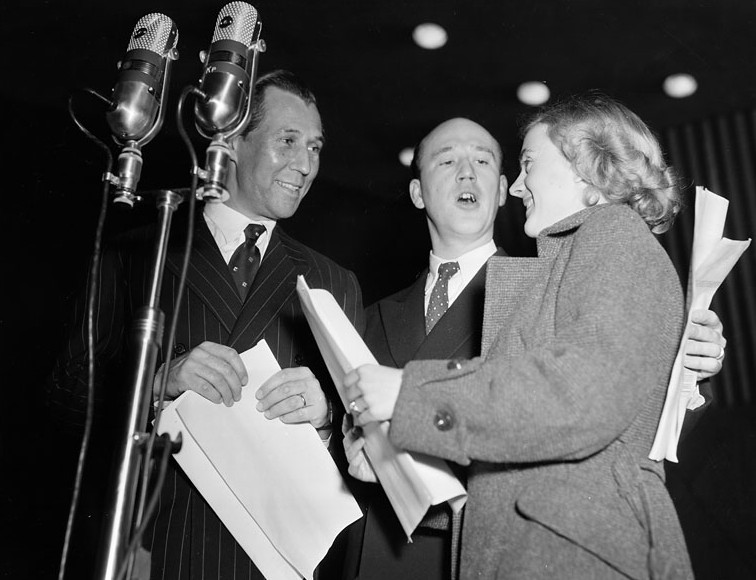
Radioprogrammet Karusellen i Karlaplansstudion 1951. Georg Rydeberg, Lennart Hyland och Maj Nordvander.

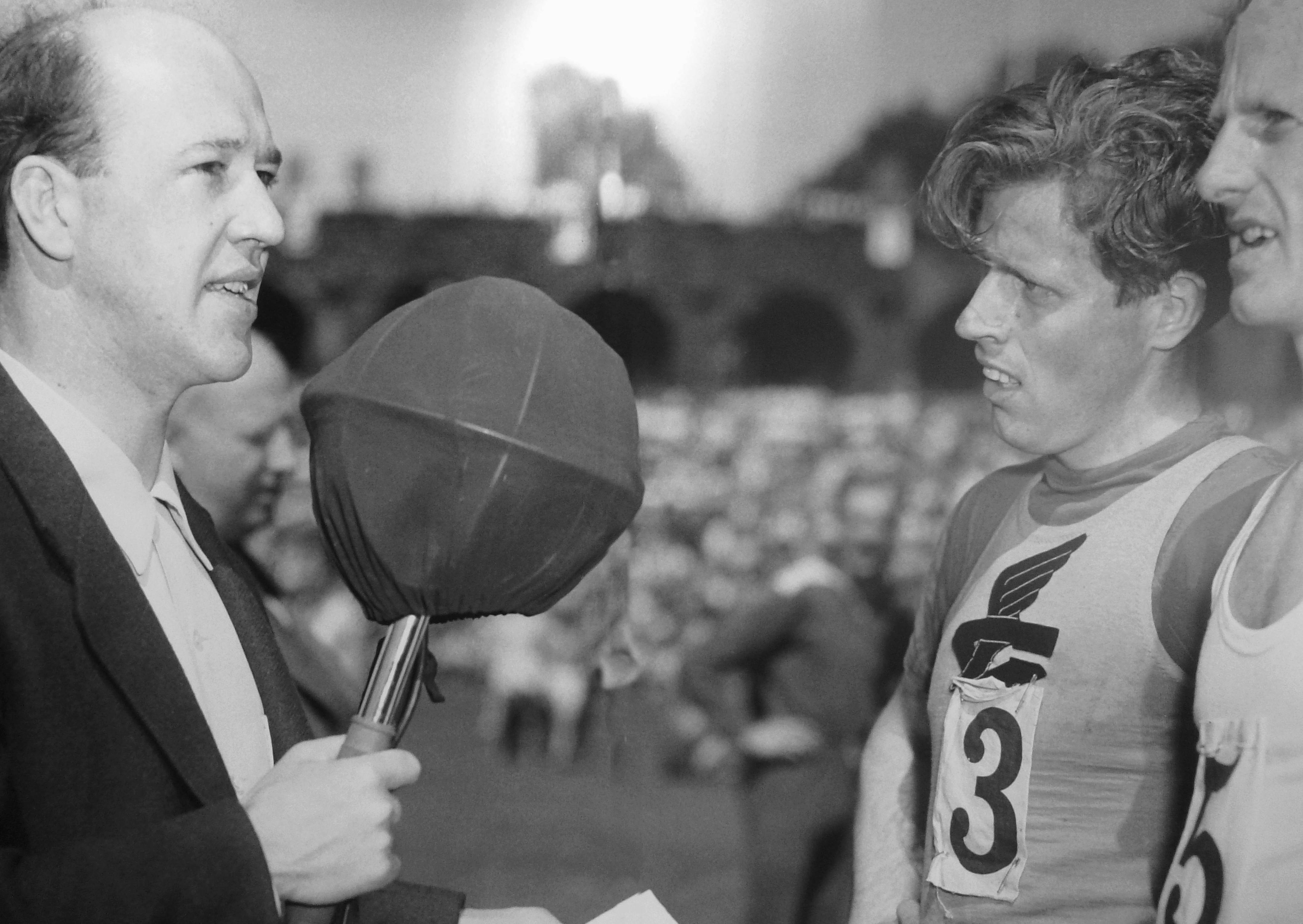
Lennart Hyland som sportreporter.

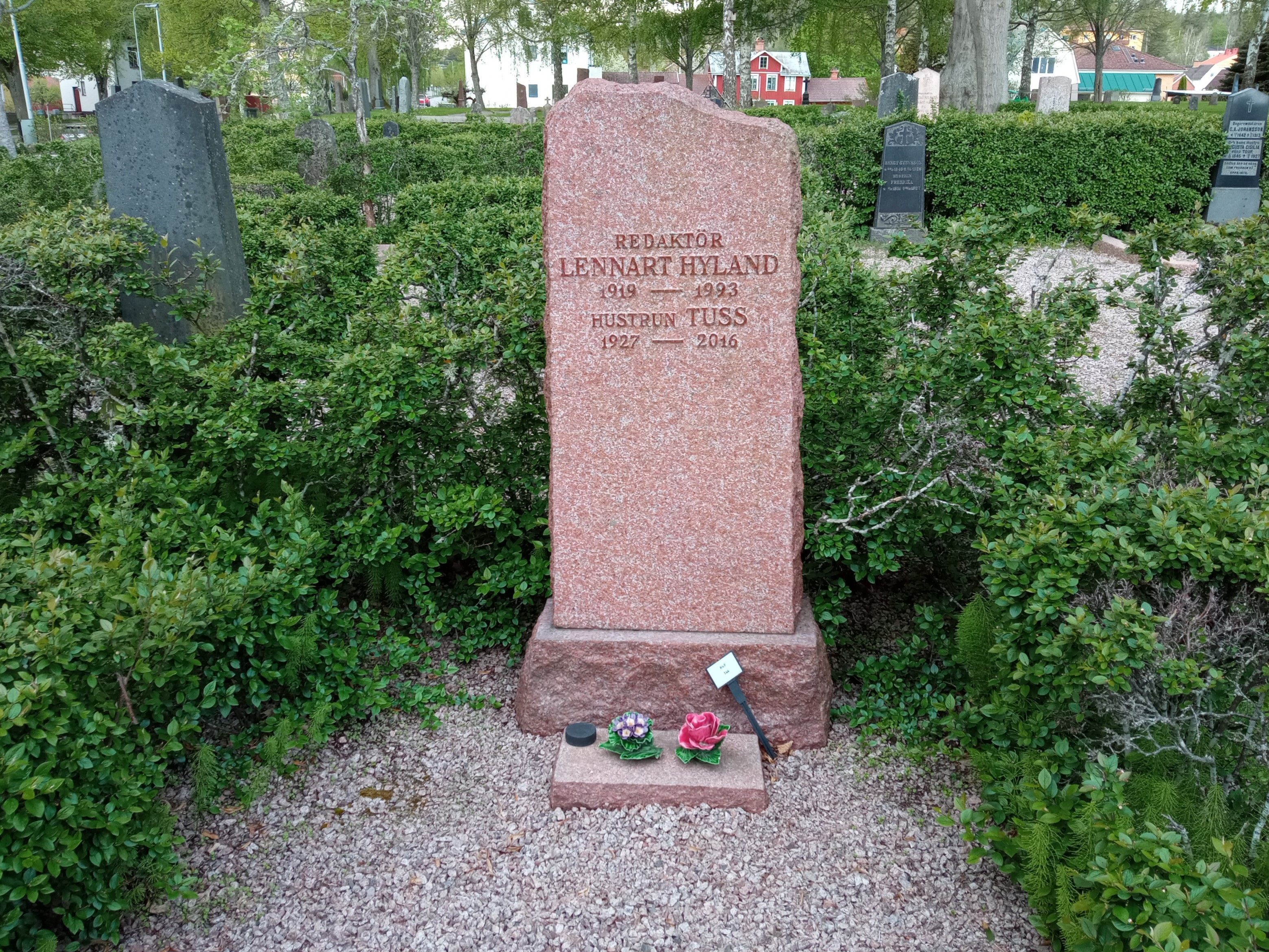
Lennart Hylands grav, Gamla griftegården Tranås.

Otto Lennart Hyland, född 24 september 1919 i Tranås i Säby församling, död 15 mars 1993 i Engelbrekts församling i Stockholm, var en svensk journalist och programledare vid Sveriges Radio samt Sveriges Television. Han ansågs under sin storhetstid som en nydanande och inflytelserik medarbetare inom sport och underhållning.

## Biografi
Hyland anställdes vid Radiotjänst den 16 mars 1945 och blev kvar vid företagets efterföljare till den 30 september 1982. Han kom då närmast från en journalisttjänst vid Barometern i Kalmar. Han började som medarbetare på Radions aktualitetsavdelning och arbetade även ibland som hallåman, men kom snart att dela sin tid mellan underhållningsprogram och sportbevakning. I den senare genren tog han med tiden över Sven Jerrings roll som ledande sportreporter och var även sportchef på radion. Bland annat bevakade han, tillsammans med Jerring, Olympiska vinterspelen 1948 i Sankt Moritz och London.
Hyland var programledare för många publikfavoriter i både radio och TV. Hans första egna program, En släktgård från 1351, sändes den 21 januari 1945. Han debuterade som programledare för underhållningsprogrammet Fönsterrevyn, som sändes den 29 januari 1947. Sedan blev han programledare för en rad underhållningsprogram i både radio och TV, till exempel Lördagskväll (1947–1949), Karusellen (1951–1954), Sittinitti (1954–1955), Stora famnen (1958–1959) och Hylands hörna (1961–1983). Han ledde även välgörenhetsprogram, till exempel Röda fjädern. Hylands hörna började som ett radioprogram och övergick 1962 till TV. Programmet kom att sändas i omgångar fram till 1983. Åren 1977–1980 ledde han även Gomorron Sverige, som sändes från Göteborg. På frågan "Vilken är den intressantaste människa du mött i en TV-studio?", svarade Hyland 1980 att det var Per Oscarsson.
Få ifrågasatte Hylands kompetens som programkonstruktör och programledare, men han upplevdes av många som svår att samarbeta med, vilket hade ett samband med hans tilltagande alkoholism.
Lennart Hyland är begravd på Tranås gamla kyrkogård. En bronsskulptur över honom, skapad av Tomas Qvarsebo, finns sedan 1995 i Stockholm, numera i parken till Radiohuset. Sedan år 2000 finns också en skulptur på Hylands torg vid Ågatan i Tranås.

### Familj
Lennart Hyland var son till köpmannen Otto Hyland (1893-1954) och Ingrid Maria, född Karlsson (1897-1973). Han var från 1950 gift med Tuss Hyland (1927–2016), som var dotter till direktören Fredrik Nielsen och Elsa, född Johansson Tuss Hyland var syster till skådespelaren Gunnar Nielsen och svägerska till Claes Leo Lagergren. Lennart Hyland har en dotter, född 1944 i ett tidigare förhållande, och två söner i äktenskapet, födda 1954 respektive 1955. Han var farbror till journalisten Niklas Hyland.

## Kända sportreferat
Som sportkommentator är Hyland kanske mest känd för referatet av Sveriges VM-guld 1962 i ishockey och målet i öppen bur av Nisse Nilsson i matchen mot Kanada i Colorado Springs (Pucken glider in i mål, den gliiider in i mååål). Även hans referat från fotbolls-VM 1958 i Sverige, där han fick sitt stora genombrott som snabbpratande sportreferent, blev mycket uppskattade. Även där levererade han ett klassiskt referat när Kurre Hamrin gjorde 3-1 i semifinalen mot Västtyskland. Hyland var också den som uppfann radions Sportextra i början av 1960-talet, där man växlade mellan referat från olika pågående matcher eller tävlingar, något som exempelvis BBC anammade först i början av 1970-talet.
Ett annat historiskt referat av Hyland var när han påstod att han "skämdes som svensk" och att boxaren Ingemar Johansson var en "ynklig figur" efter att denne hade blivit diskvalificerad för passivitet i OS-finalen i Helsingfors 1952.

## Filmografi i urval
- 1954 – En skål för televisionen (programledare)
- 1954–1956 – Karusellen (TV-serie) (programledare)
- 1958–1959 – Stora famnen (TV-serie) (programledare)
- 1962–1983 – Hylands hörna (TV-serie) (programledare, 75 avsnitt)
- 1963 – Karusellen (TV-serie) (programledare)
- 1971 – Melodifestivalen (programledare)
- 1976 – Gäst hos Hagge (TV-serie) (gäst)
- 1977–1980 – Gomorron Sverige (TV-serie) (programledare)